# El Secadero
El Secadero es una localidad perteneciente al municipio de Casares, en la provincia de Málaga, Andalucía, España. Está situada al suroeste del término municipal, junto a la ribera del río Guadiaro y frente a la localidad campogibraltareña de San Martín del Tesorillo. Se trata de un núcleo surgido en los años 1950 con las instalación de tres familias procedentes de Casares. En la actualidad cuenta con más de 1200 habitantes, dedicados principalmente al cultivo de cítricos.